# Umikaze (lớp tàu khu trục)
Lớp tàu khu trục Umikaze (tiếng Nhật: 海風型駆逐艦 - Umikazegata kuchikukan) là một lớp bao gồm hai tàu khu trục hạng nhất của Hải quân Đế quốc Nhật Bản được chế tạo sau cuộc Chiến tranh Nga-Nhật. Chúng là những tàu khu trục lớn đầu tiên có khả năng đi biển khơi đầu tiên được chế tạo ngay tại Nhật Bản. Tuy nhiên, những vấn đề về độ tin cậy và mức tiêu hao nhiên liệu quá cao khiến cho chúng chỉ có những phục vụ hạn chế cho đến khi cải biến thành tàu quét mìn vào năm 1930, và cuối cùng được cho nghỉ hưu vào năm 1936.

## Bối cảnh
Lớp tàu khu trục Umikaze được thiết kế sau khi Chiến tranh Nga-Nhật kết thúc, vì Hải quân Đế quốc Nhật Bản nhận thức những con tàu trong hạm đội tàu khu trục đang có của họ quá nhỏ và được thiết kế kém không thể hoạt động kéo dài ngoài biển khơi. Hai chiếc đã được chế tạo, phần lớn dựa trên những thiết kế của Hải quân Hoàng gia Anh, một chiếc tại xưởng hải quân Maizuru và chiếc kia tại xưởng đóng tàu của hãng Mitsubishi tại Nagasaki.

## Thiết kế

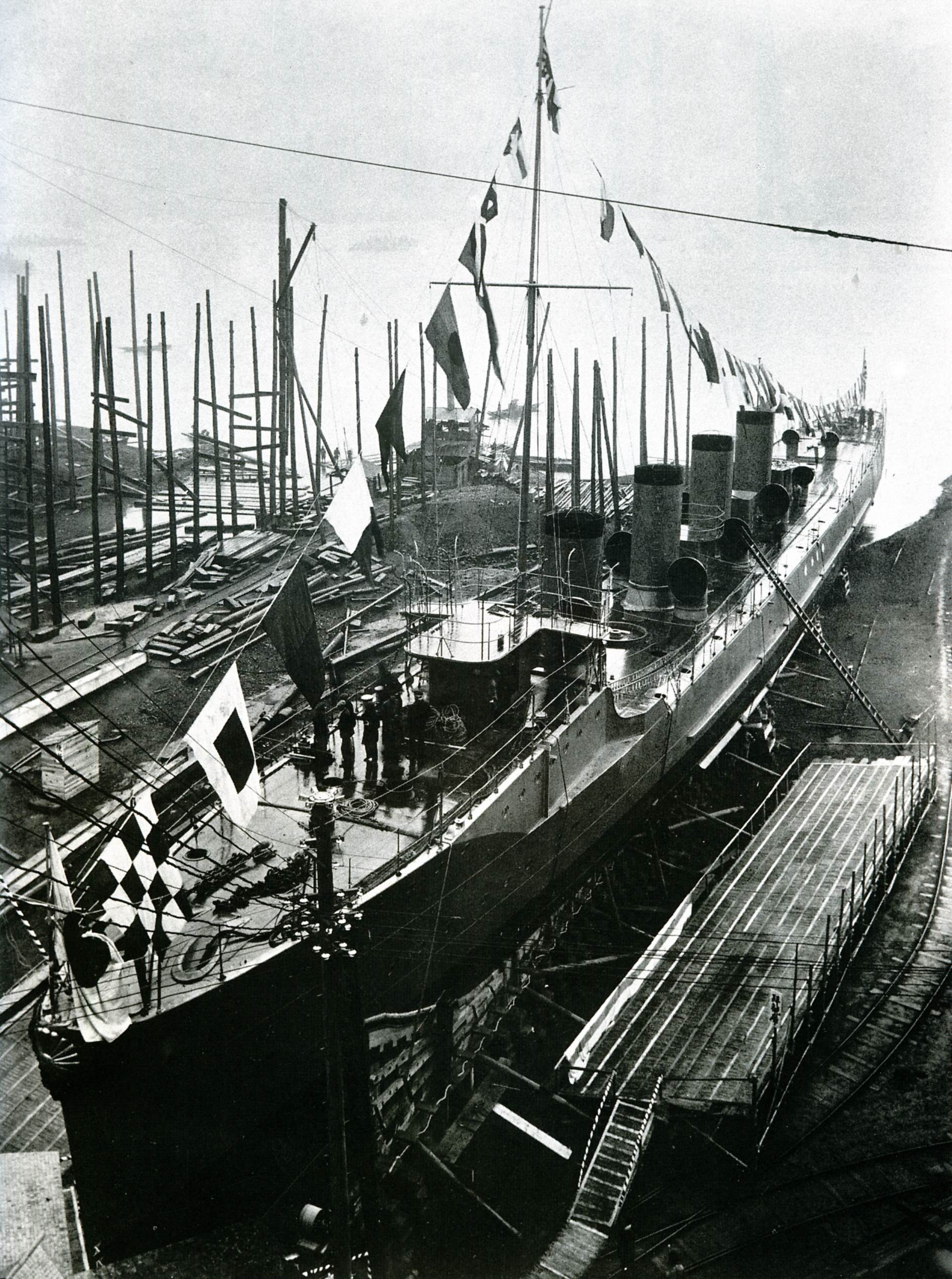
Tàu khu trục Yamakaze được hạ thủy tại xưởng đóng tàu Mitsubishi ở Nagasaki, năm 1911

Thiết kế của lớp Umikaze phần lớn dựa trên thiết kế của lớp tàu khu trục Tribal của Hải quân Hoàng gia Anh. Ở khía cạnh trọng lượng rẽ nước, chỉ riêng mỗi con tàu đã nặng gần gấp ba lần so với những tàu khu trục trước đây của Hải quân Nhật.
Bề ngoài, thiết kế giữ lại kiểu dáng bốn ống khói của lớp Ikazuchi; tuy nhiên ở bên trong, loại động cơ hơi nước ba buồng bành trướng đặt dọc đốt than được thay thế bằng động cơ turbine hơi nước Parsons đốt dầu nặng, vốn là lần đầu tiên tại Nhật Bản. Công suất 20.500 mã lực giúp cho con tàu đạt được tốc độ khá nhanh 61 km/h (33 knot), tuy nhiên mức độ tiêu hao nhiên liệu cao ảnh hưởng đáng kể đến tầm hoạt động.
Vũ khí trang bị được tăng cường so với những lớp trước đó, với hai khẩu hải pháo QF 119 mm (4,7 inch) Mk I – IV, một bố trí trên bệ che chắn phía trước cùng một trên sàn phía sau, và năm khẩu hải pháo QF 12 pounder (76 mm/3 inch) bố trí so le bên mạn trái và mạn phải. Số ống phóng ngư lôi ban đầu là ba ống không nạp lại; sau đó nhanh chóng chuyển thành hai ống có thể nạp lại trong khi hoạt động.

## Lịch sử hoạt động
Những chiếc trong lớp Umikaze hầu như chỉ là những tàu thử nghiệm. Việc sử dụng turbine hơi nước Parsons dồn ép thiết kế đến những khả năng giới hạn của kỹ thuật sản xuất và cơ khí đương thời, cùng với việc động cơ bị ảnh hưởng bởi những vấn đề về bảo trì, cũng như là mức độ tiêu hao nhiên liệu quá cao. Trong một nỗ lực nhằm cắt giảm chi phí và nâng cao tầm hoạt động, các nồi hơi được cải biến từ đốt dầu toàn bộ sang hai chiếc đốt dầu và hai chiếc đốt than. Ngay cả với những cải biến như vậy, lớp Umikaze hầu như chỉ được giữ lại trong những nhiệm vụ tuần tra duyên hải.
Những chiếc trong lớp Umikaze được xếp loại là tàu khu trục hạng nhất vào ngày 28 tháng 8 năm 1912, và phục vụ cho đến ngày 1 tháng 6 năm 1930 khi chúng được xếp lại lớp như những tàu quét mìn. Cả hai sau đó bị tháo dỡ vào năm 1936.

## Những chiếc trong lớp
| Tàu             | Đặt lườn             | Hạ thủy              | Hoạt động            | Số phận                                                                 |
| Umikaze (海風)  | 23 tháng 11 năm 1909 | 10 tháng 10 năm 1910 | 28 tháng 9 năm 1911  | Xếp lớp Tàu quét mìn W-8 1 tháng 6 năm 1930; tháo dỡ 1 tháng 4 năm 1936 |
| Yamakaze (山風) | 1 tháng 6 năm 1909   | 21 tháng 1 năm 1911  | 21 tháng 10 năm 1911 | Xếp lớp Tàu quét mìn W-7 1 tháng 6 năm 1930; tháo dỡ 1 tháng 4 năm 1936 |